# Usain Bolt Sports Complex
El Usain Bolt Sports Complex es un estadio de uso múltiple utilizado principalmente para competiciones de Atletismo y fútbol ubicado en la ciudad de Cave Hill, Barbados.

## Historia
El estadio fue construido en 2015 dentro del campus de la Universidad de las Indias Occidentales y consiste de un campo de atletismo aprobado por la IAAF, así como un campo de fútbol de césped artificial aprobado por la FIFA clase 2, un sistema de iluminación clase 3 de FIFA, laboratorios biomecánicos, dos gimnasios y salas de entrenamiento.
El nombre del complejo deportivo fue fuertemente criticado por la población local, porque la instalación fue nombrada en honor a un atleta jamaicano y no a un atleta de Barbados. Sin embargo, el rector Beckles defendió el nombramiento y dijo que no excluía los logros de los barbadenses, sino que solo se usaba para celebrar a todas las personas de las Indias Occidentales. También agregó que la universidad no era exclusivamente barbadense, sino que representaba a todas las Indias Occidentales, y que ni siquiera debería comenzar un debate sobre barbadenses, jamaiquinos o trinitenses.
El primer partido de fútbol internacional tuvo lugar el 10 de mayo de 2015 contra San Cristóbal y Nieves; el partido amistoso internacional terminó con una derrota 1: 3 para los locales. El 14 de junio de 2015 se llevó a cabo el partido de vuelta de la segunda ronda de clasificación para la Copa del Mundo 2018 entre Barbados y Aruba; el juego terminó con una victoria por 1-0 para Barbados, pero posteriormente fue penalizado debido a la alineación de Hadan Holligan y CONCACAF dio el marcador de 3-0 para Aruba. También fue utilizado para la clasificación para el Campeonato del Caribe 2017, el partido internacional entre Barbados y Curazao se jugó el 24 de marzo de 2016. El último partido internacional de un equipo nacional masculino de fútbol hasta el momento (a enero de 2018) se jugó el 27 de marzo de 2017 en un encuentro amistoso entre Barbados y Martinica y terminó con una victoria por 2-1 para Barbados.
Además de los clubes y las selecciones nacionales, también aparecen aquí los equipos escolares. Por supuesto, sirve principalmente como la instalación deportiva de los UWI Blackbirds, la sección deportiva de la Universidad de las Indias Occidentales, y como el hogar de los UWI Blackbirds FC, el equipo de fútbol masculino de la universidad que juega en la Primera División de Barbados y en 2016 ganó su primer campeonato nacional de fútbol.